# وفاة تالا وروتانا فارع
في 24 أكتوبر 2018 ، تم العثور على جثتي تالا وروتانا فارع في نهر هدسون. كانت الجثتان مربوطتين بشريط لاصق، ولخصت شرطة مدينة نيويورك إلى أنه لا توجد أي جريمة. قالت الشرطة أن سبب الوفاة كان بسبب الانتحار، وكانت آخر مرة تم مشاهدة الشقيقتين فيه قبل أن يختفي الأخوات في منشأة من ادعاءات سوء المعاملة في منطقتهم  في مدينة فيرجينيا في 30 نوفمبر 2017. ادعى شاهد أنه رأى الشقيقتين على بعد 30 قدمًا وضعتا أيديهما على رأسهما ويبدو أنهما تصليان.
كانت الشقيقتان في عداد المفقودين من منزلهم قبل أسابيع من اكتشاف الجثتين.

## الاتصال مع السعودية
لدى شرطة نيويورك مصادر تشير إلى أن الشقيقتين «قتلت أنفسهن بدلاً من العودة إلى السعودية»  قالت والدة الشقيقتين لوسائل الإعلام المحلية إن السفارة السعودية في واشنطن أمرت الأسرة بمغادرة الولايات المتحدة  لكن السعودية أنكرت قائلة «إن التقارير التي تشير إلى بأننا أمرنا أي شخص مرتبط بالشقيقتين السعوديتين، تالا وروتانا فاريا، رحمهما الله، (الذين توفي مؤخرا بشكل مأساوي في نيويورك)، لمغادرة الولايات المتحدة لطلب اللجوء؛ هي كاذبة تماما. التفاصيل لا تزال قيد التحقيق وسيتم مشاركتها في الوقت المناسب.»